# Kajeput
Kajeput (Melaleuca) je rod více než 300 druhů rostlin z čeledi myrtovitých. Jsou to stálezelené keře či stromy s bohatými květenstvími. Většina pochází z Austrálie a několik z nich se vyskytuje také v Malajsii. Sedm z nich je endemických na Nové Kaledonii a jeden se nachází pouze na australském ostrově Lorda Howea. Vyskytují se na široké škále stanovišť. Mnohé z nich jsou přizpůsobeny pro život v bažinách a bažinatých místech, zatímco jiným se daří v nejchudších písčitých půdách nebo na okraji solných pánví. Některé mají širokou distribuci a jsou běžné, zatímco jiné jsou vzácné a ohrožené. V Austrálii je Melaleuca třetím nejrozmanitějším rostlinným rodem s až 300 druhy.
Jsou důležitým zdrojem potravy pro nektarivorní hmyz, ptáky a savce. Mnohé z nich jsou oblíbenými zahradními rostlinami, buď pro své atraktivní květy, nebo jako husté výplňové a clonící dřeviny a živé ploty. Některé mají ekonomickou hodnotu pro výrobu esenciálních olejů, jako je například známý „Tea tree oil“ .

## Popis
Vzrůst kajeputů se pohybuje od malých keřů, jako jsou Melaleuca aspalathoides a M. concinna, které zřídka dorůstají více než 1 m, až po stromy jako M. cajuputi and M. quinquenervia, které dorůstají až 35 m, přičemž jeden exemplář M. cajuputi dosáhl 46 m.
Mnoho druhů, jako např. Melaleuca lineariifolia, je známo jako „paperbarks“, jelikož mají kůru, kterou lze loupat v tenkých plátech. Naproti tomu jiné druhy, včetně M. bracteata, mají tvrdou, drsnou kůru a další zase kůru vláknitou. Všechny druhy rodu jsou vždyzelené a mají jednoduché, nečleněné listy, které se liší velikostí od velmi drobných, šupinatých (M. micromera) do 27 cm dlouhých (M. leucadendra). Většina druhů má výrazné siličné žlázy, jevící se jako tečky v listech, díky čemuž jsou listy aromatické, zvláště když jsou rozdrceny.
Květy kajeputů jsou obvykle uspořádány do klasů nebo hlávek. V květenství jsou květy často ve skupinách po dvou nebo třech, přičemž každý květ nebo skupina má na bázi drobný papírovitý listen. Květy mají pět kališních lístků, které jsou někdy srostlé, a pět korunních lístků, které jsou obvykle malé, nepříliš nápadné a odpadávají při otevírání květu nebo brzy potom. Nápadné tyčinky se velmi liší v barvě, od bílé po krémovou nebo žlutou, červenou nebo fialovou, přičemž jejich prašníky často barevně kontrastují s nitkami.
Plody jsou dřevnaté, šálkovité, sudovité nebo téměř kulovité tobolky, často uspořádané do shluků podél stonků. Semena jsou někdy zadržována v plodu po mnoho let, otevírají se pouze tehdy, když rostlina nebo její část odumře nebo se zahřeje při požáru. V tropických oblastech se semena každoročně uvolňují v období dešťů.

## Taxonomie a pojmenování

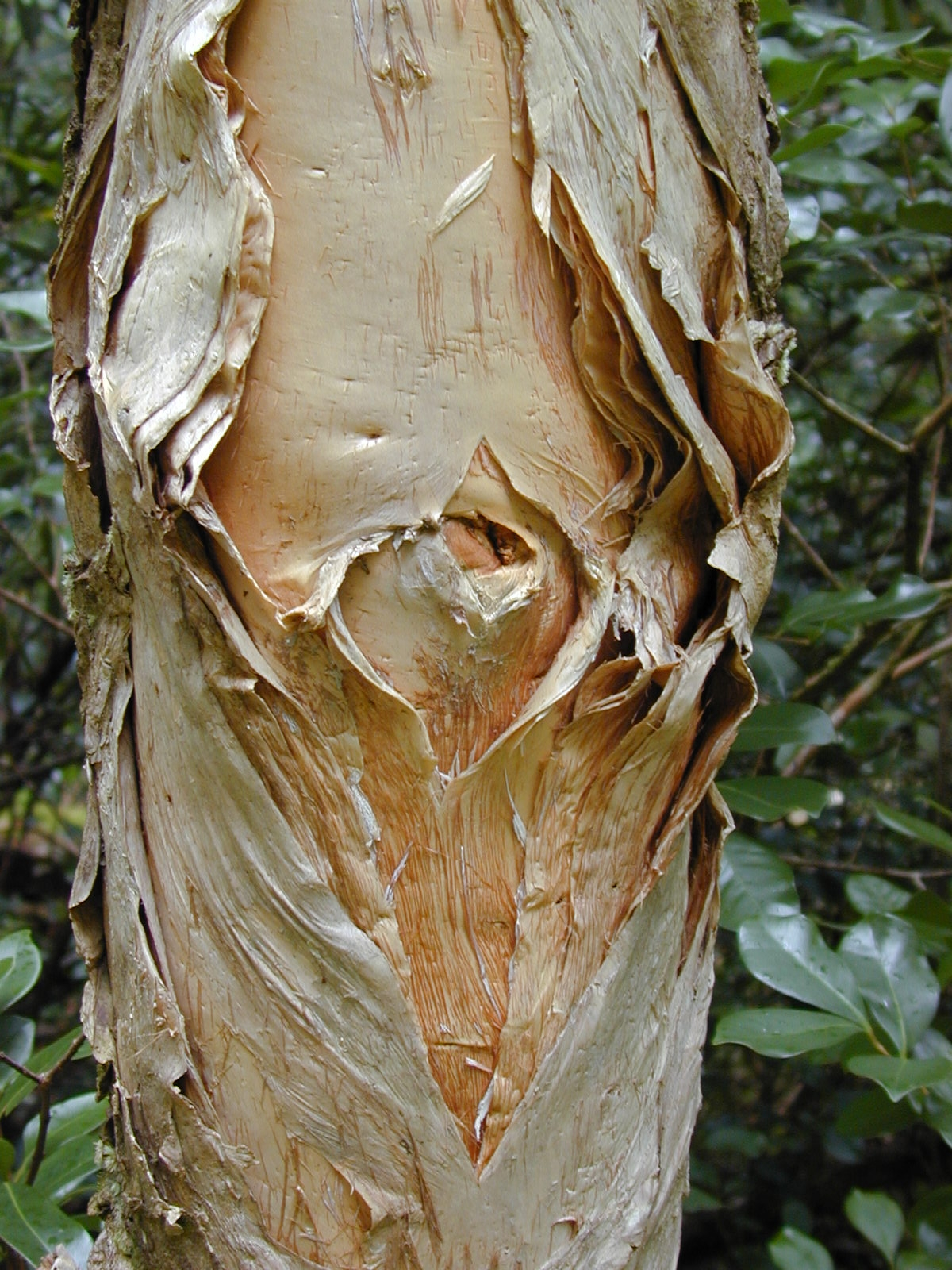
Papírovitě odlupčivá kůra druhu Melaleuca quinquenervia, od níž je odvozen lidový anglický název „paperbark“

První známý popis druhu Melaleuca uveřejnil Georg Eberhard Rumphius roku 1741 ve spisu Herbarium amboinense, což bylo ovšem dříve než uznávaný „starting point“ systému pojmenování rostlin. Rostlina, kterou nazval Arbor alba, je nyní známá jako Melaleuca leucadendra. Jméno Melaleuca poprvé použil Linné v roce 1767. Posléze bylo do rodu přemístěno mnoho druhů dříve známých jako Metrosideros. Studie 21. století, založené na analýze DNA, naznačují, že s rodem Melaleuca by pro zachování monofylie dále měly být sjednoceny též stávající rody Callistemon, Beaufortia, Calothamnus, Conothamnus, Eremaea, Lamarchea, Petraeomyrtus, Phymatocarpus a Regelia. Toto široké pojetí uznává například databáze Plants of the World, není nicméně doposud přijímáno bez výhrad.
Jméno Melaleuca je odvozeno od starořeckého μέλας (mélas ), což znamená „temný“ nebo „černý“ a λευκός (leukós), což znamená „bílý“, zřejmě proto, že jeden z prvních popsaných vzorků měl ohněm zčernalou bílou kůru. Lidový, ovšem zavádějící název Tea tree („čajovník“) byl použit u druhů v rodech Leptospermum, Melaleuca, Kunzea a Baeckea, protože námořníci na lodi Endeavour používali listy těchto keřů jako náhradu za pravý čaj (Camellia sinensis) během cesty kapitána Jamese Cooka do Austrálie v roce 1770.

## Rozšíření a stanoviště

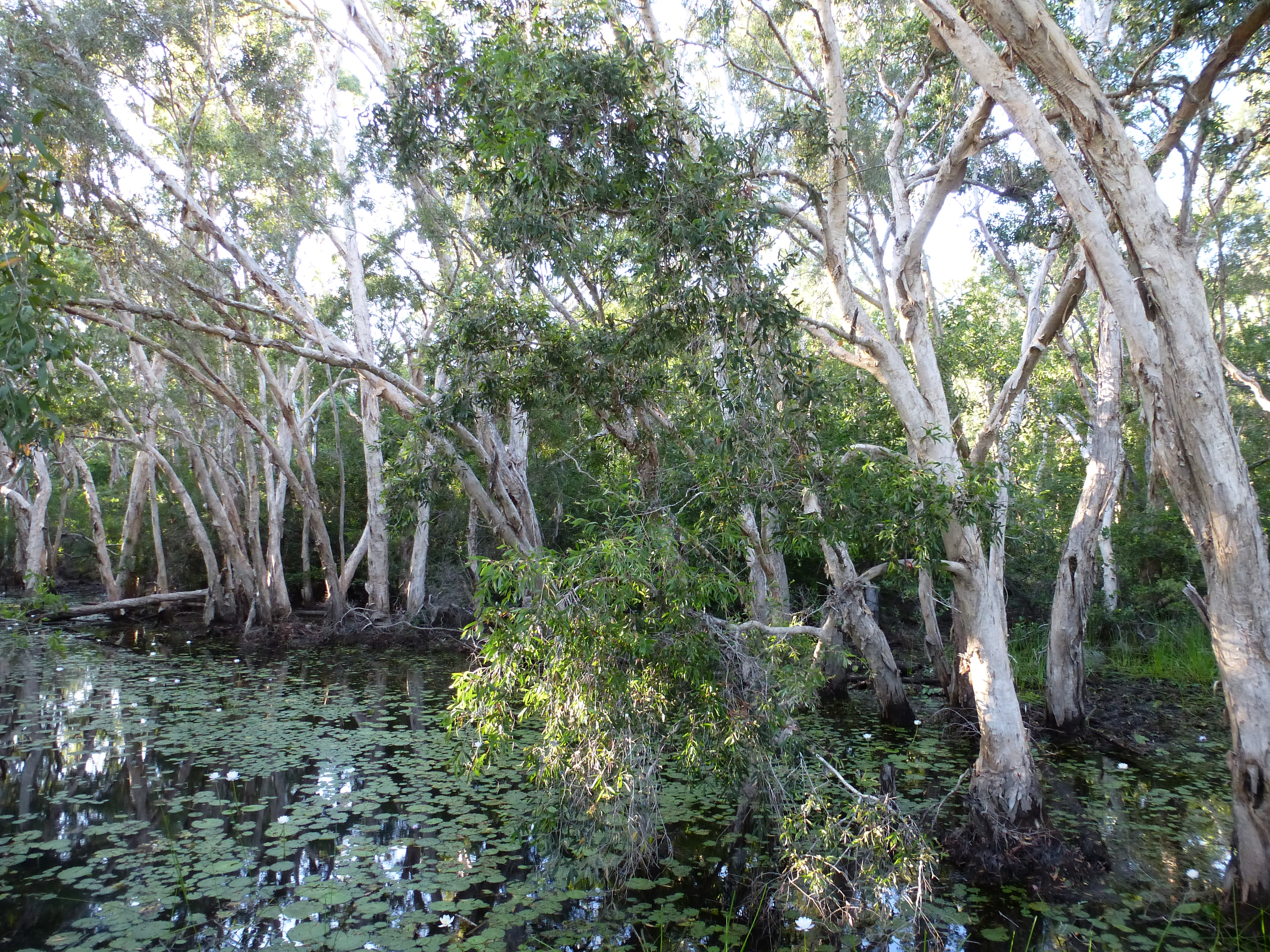
Melaleuca leucadendra na přirozeném stanovišti

Většina kajeputů se přirozeně vyskytuje pouze na australské pevnině. Osm se vyskytuje v Tasmánii, ale pouze dva jsou na tomto ostrově endemické. Jeden (Melaleuca howeana) je endemický na ostrově Lorda Howea a sedm je endemických na Grande Terre, hlavním ostrově Nové Kaledonie. Několik tropických druhů se vyskytuje také na Papui Nové Guineji a rozšíření jednoho poddruhu, Melaleuca cajuputi subsp. cumingiana, sahá až na sever po Indočínu a země jako Myanmar, Thajsko a Vietnam. Jihozápad západní Austrálie má největší hustotu druhů a na tropickém severu kontinentu jsou druhy jako M. argentea a M. leucadendra dominantními druhy na velkých plochách.
Kajeputy rostou v různých typech půd a mnohé tolerují příležitostné nebo dokonce trvalé zamokření. Některým druhům, zejména jihoaustralskému Melaleuca halmaturorum, se daří ve slaných půdách, kde dokáže přežít pouze několik dalších druhů rostlin. Mnoho jich je odolných vůči ohni, regeneruje z epikormických pupenů nebo z kořenových výmladků. V deštném pralese se nevyskytují žádné kajeputy a v suchých oblastech se vyskytuje jen málo druhů.
Ohrožení pro řadu druhů představuje mýcení a přeměna na zemědělskou půdu, odvodnění bažin a také houbová choroba rez myrtová.

## Ekologie

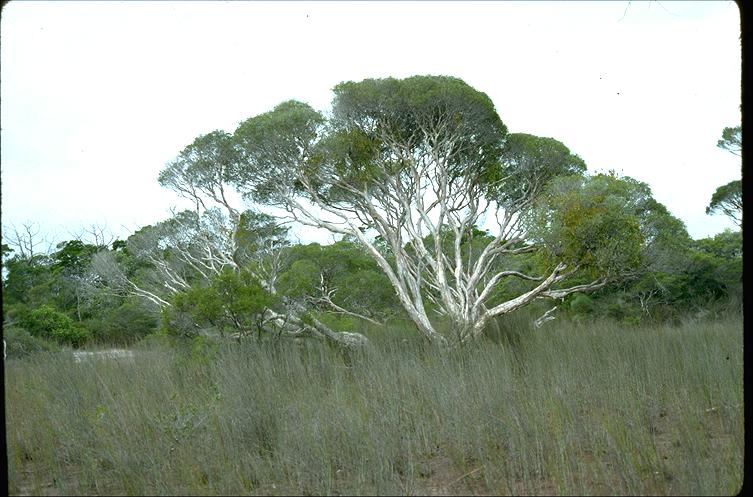
Melaleuca cajuputi

Kajeputy jsou většinou opylovány hmyzem, včetně introdukované včely medonosné (Apis mellifera), much, brouků, vos a třásněnek. Ptáci, jako jsou někteří papoušci a medonosavky, stejně jako netopýři, často navštěvují květy a jsou pravděpodobně také opylovači. Některé druhy kajeputů, zejména kajeput střídavolistý (M. alternifolia), se pěstují pro výrobu aromatického oleje a na plantážích jsou náchylné k řadě hmyzích škůdců. Přirozené porosty mají škůdců méně. Nejvýznamnější z nich jsou různí mandelinkovití, tesaříkovití, ale i další brouci, krtonožky (Gryllotalpa) a další. Je známo, že se na kajeputech živí více než 100 druhů hmyzu. Kajeputy jsou také náchylné k rzi myrtové (Puccinia psidii), která může mít za následek poškození měkkého rostlinného pletiva a následné odumření hostitelů. Rez myrtová je běžná ve východní Austrálii včetně Tasmánie a byla zjištěna též na ostrovech Tiwi.

### Invazivní druhy
Melaleuca quinquenervia je nejškodlivějším ze 60 exotických druhů zavlečených do oblasti Everglades na Floridě, které měly pomoci odvodňovat nízko položené bažinaté oblasti. Introdukován byl na počátku 20. století a posléze se stal vážným invazivním druhem, který má škodlivé účinky, včetně vytlačování původních druhů, hydrologické a půdní změny původních stanovišť a změny v režimech požárů.

## Použití

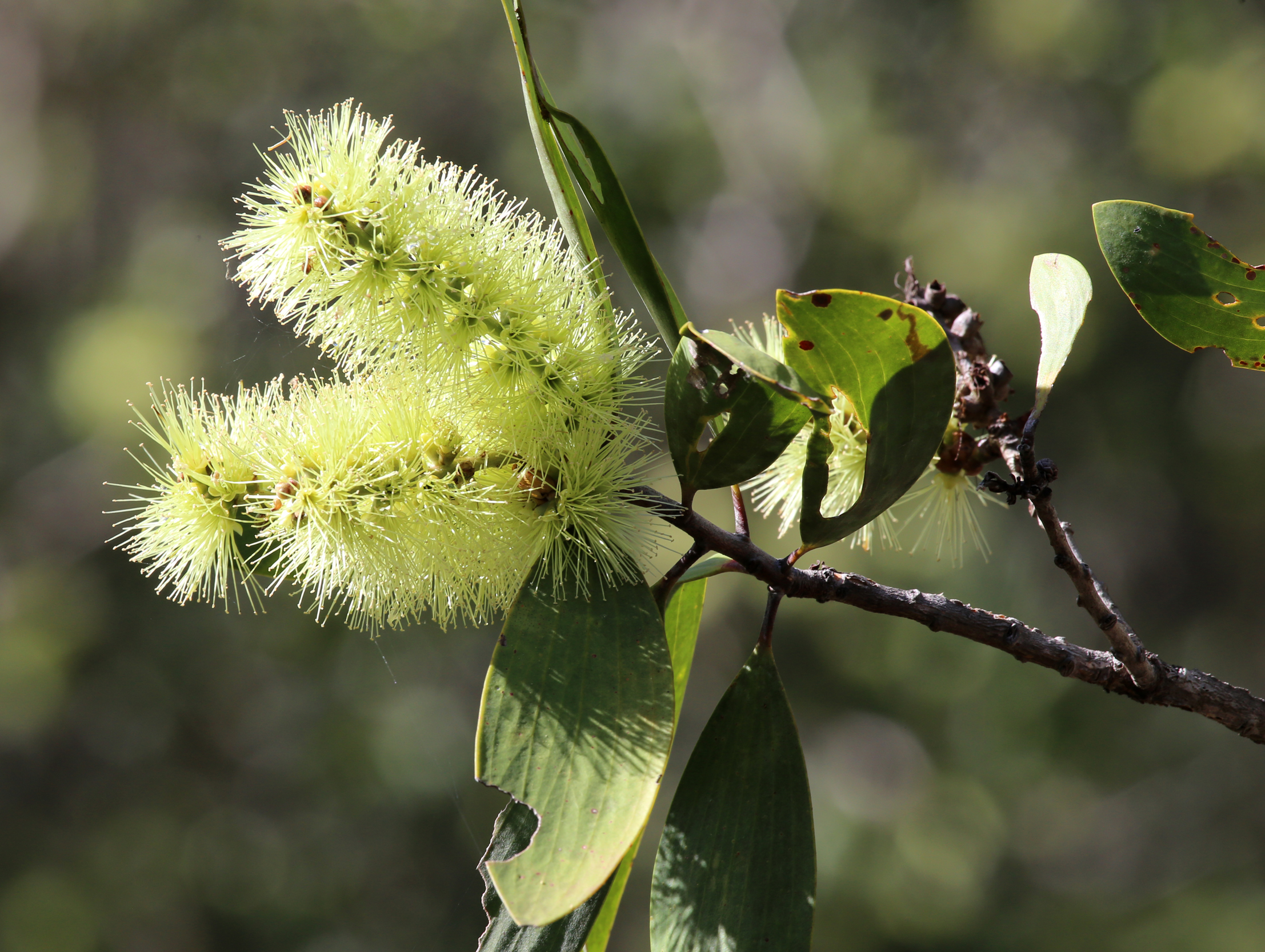
Melaleuca viridiflora, zdroj éterického oleje Niaouli

### Tradiční domorodé použití
Domorodí Australané používali několik druhů kajeputů k výrobě vorů, jako zastřešení přístřešku, kůru pro výrobu obvazů. Sloužily jim též k přípravě pokrmů. V kajeputových lesích Severního teritoria byly z úlů původních vče sbírány propolis a med. V oblasti Nového Jižního Walesu, kde roste Melaleuca alternifolia, Aboriginci léčili kožní infekce drcením listů tohoto druhu na postiženou oblast, kterou pak pokrývali teplým bahenním zábalem.

### Éterické oleje
Z řady druhů kajeputů se destilují aromatické éterické oleje. Nejvýznamnější je pravděpodobně kajeput střídavolistý (Melaleuca alternifolia), jehož silice se prodává jako Tea Tree Oil, který má protiplísňové a antibiotické účinky. Melaleuca cajuputi se používá k výrobě podobného oleje, známého jako kajeputový olej, který se v jihovýchodní Asii používá k léčbě různých infekcí a k aromatizaci potravin a mýdel. Z kajeputu Melaleuca viridiflora je vyráběn éterický olej Niaouli s květinově kafrovou vůní.

### Zahradnictví
Kajeputy jsou oblíbené zahradní rostliny, a to jak v Austrálii, tak v dalších tropických oblastech po celém světě. První kulturní exempláře byly vypěstovány v Anglii ze semen v roce 1771. Některé kajeputy se běžně pěstují jako stromy pro parky a velké zahrady (například Melaleuca leucadendra ) nebo jako okrasné rostliny, mj. Melaleuca citrina (resp. Callistemon citrinus), M. hypericifolia a M. wilsonii.

## Galerie

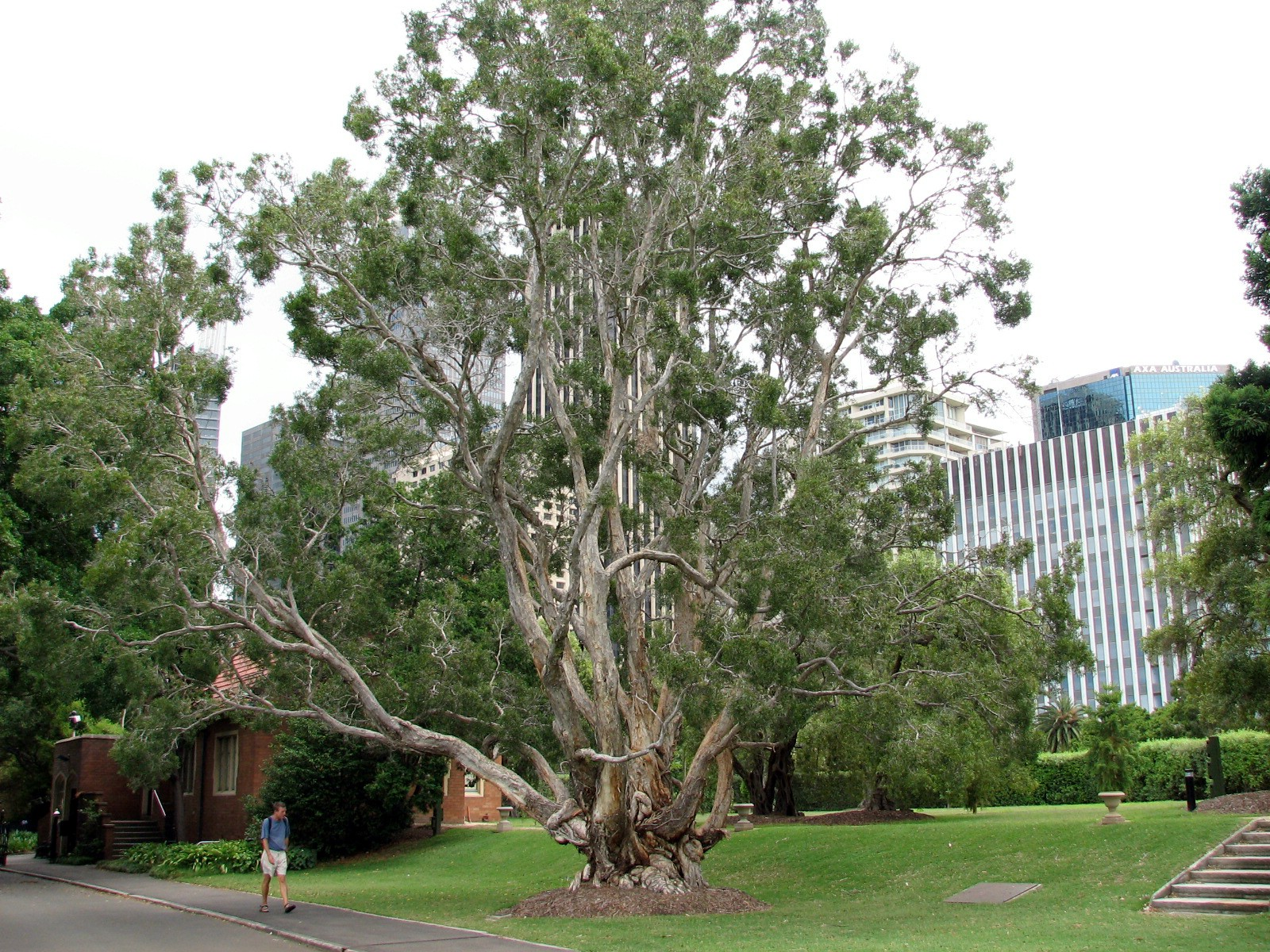
M. leucadendra v Královské botanické zahradě v Sydney
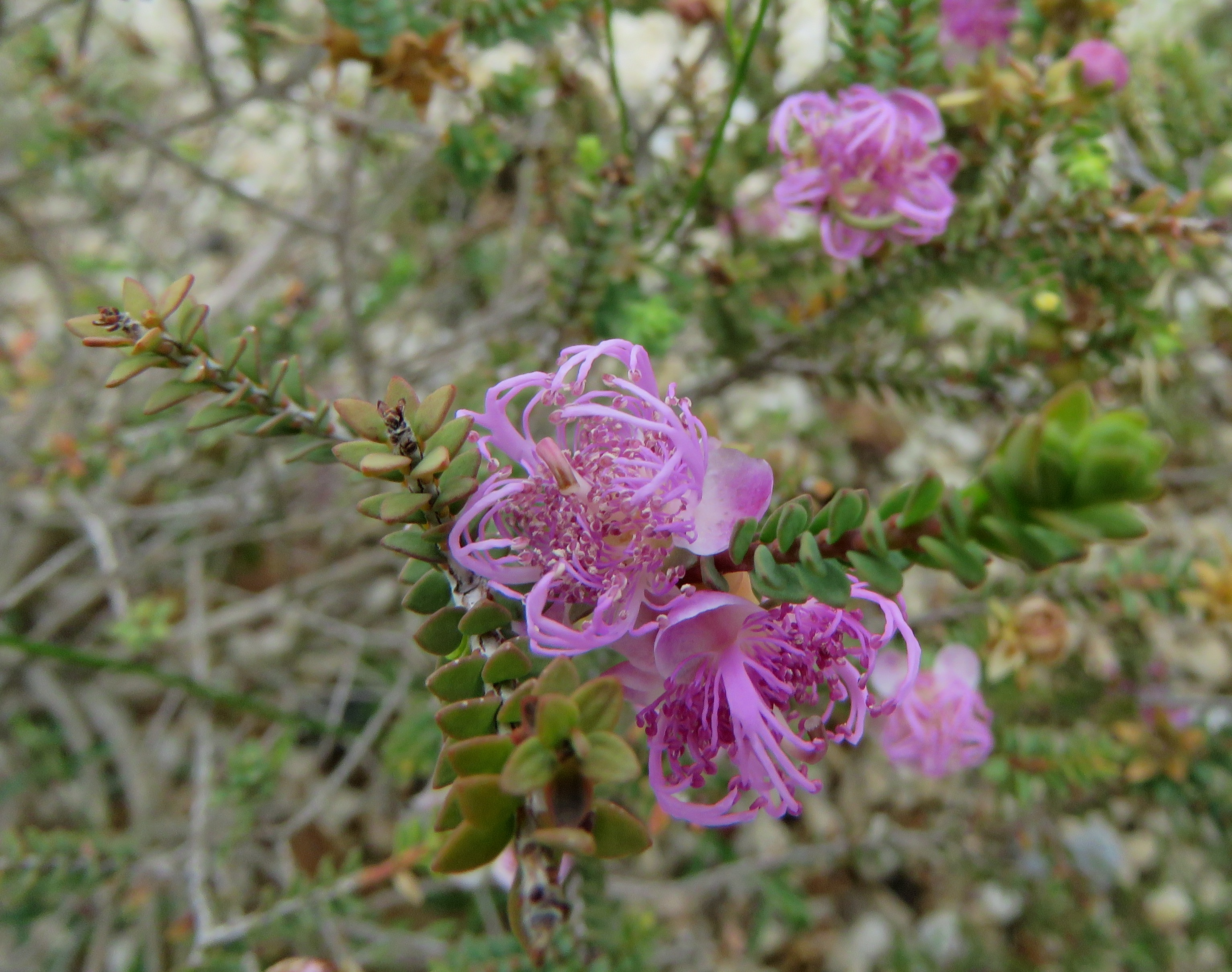
M. pulchella v Melbourne Botanic Garden
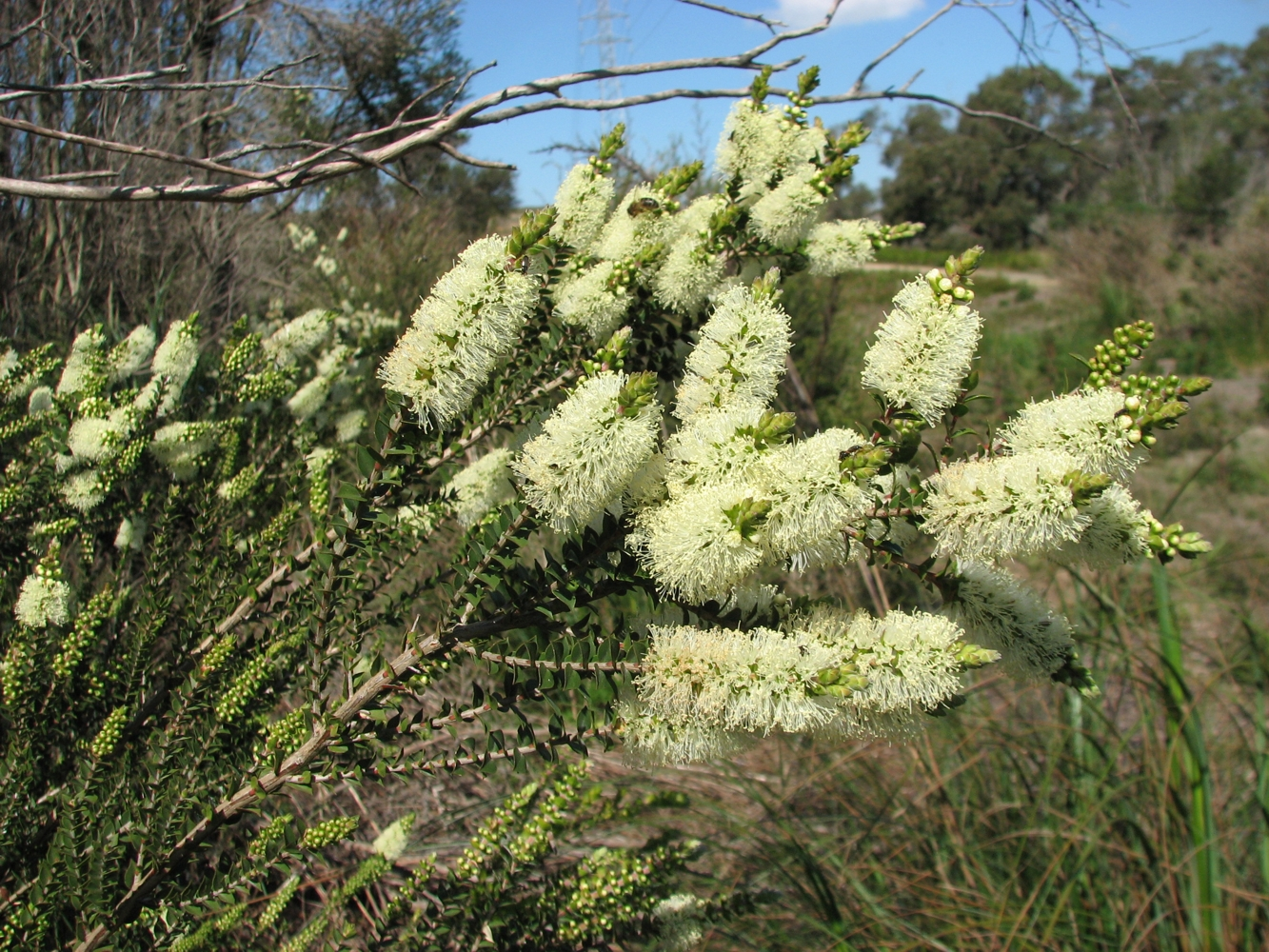
M. squarrosa v rezervaci Langwarrin
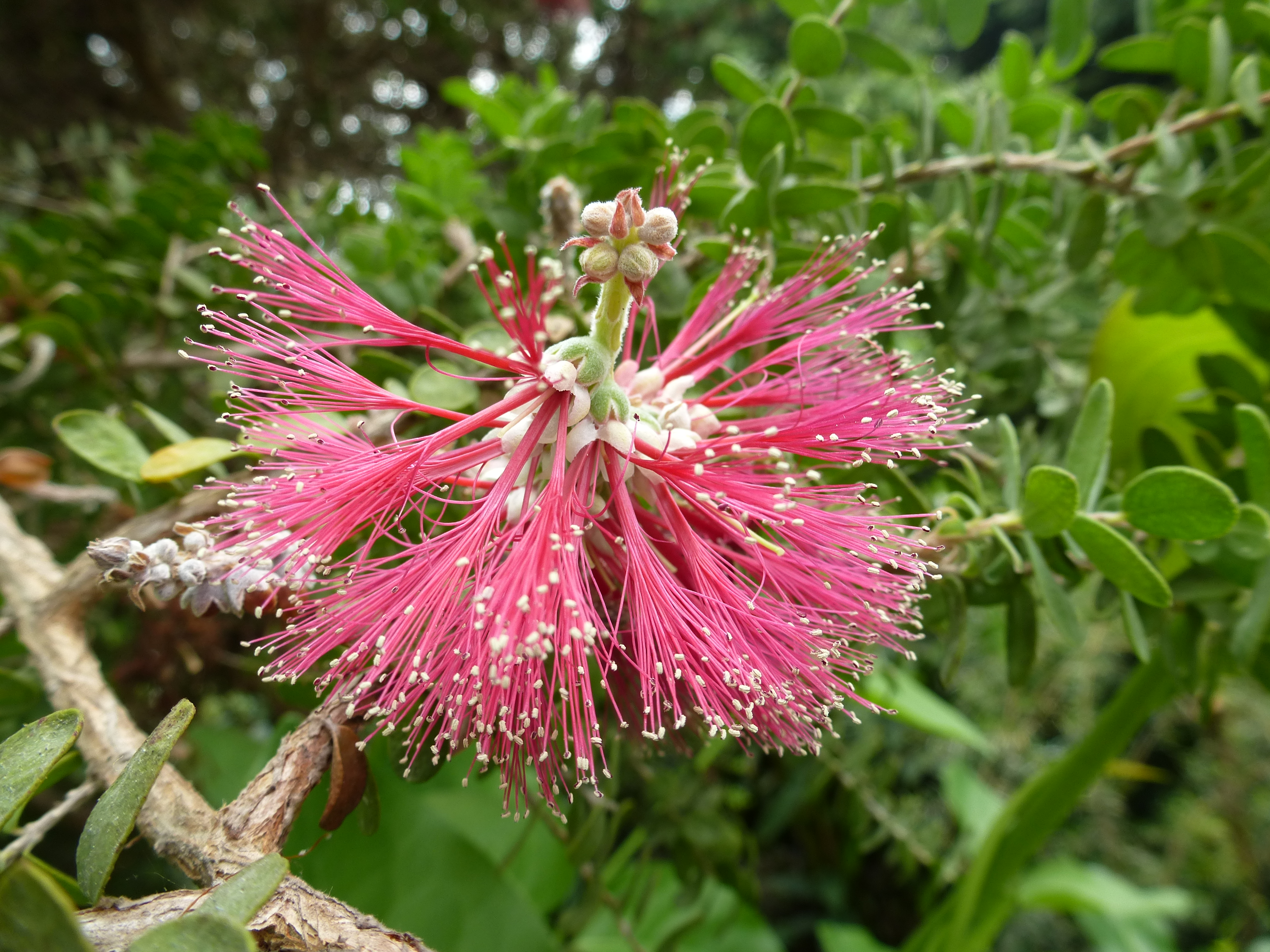
M. elliptica v Edinburské botanické zahradě
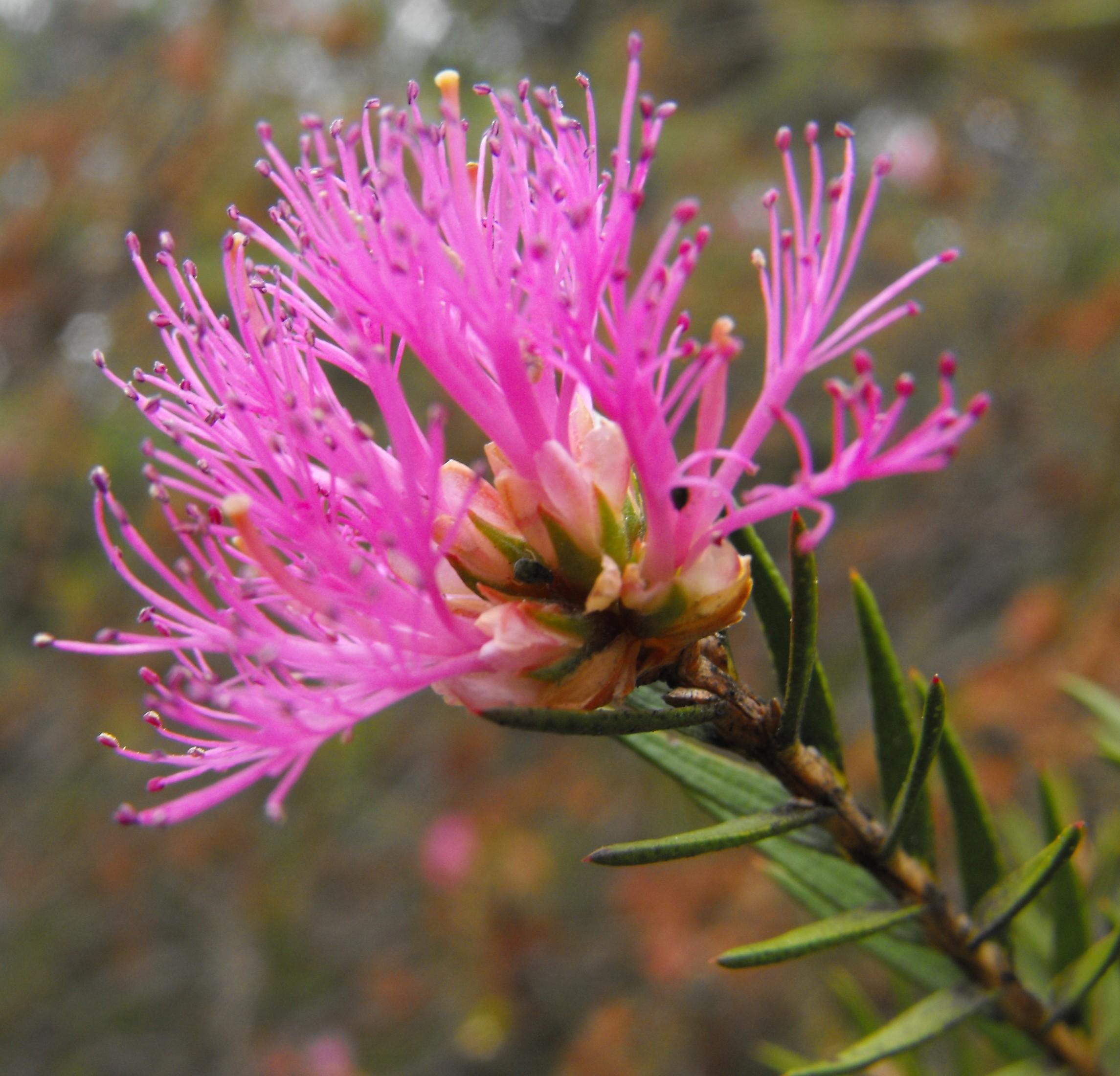
M. wilsonii v botanické zahradě v San Diegu
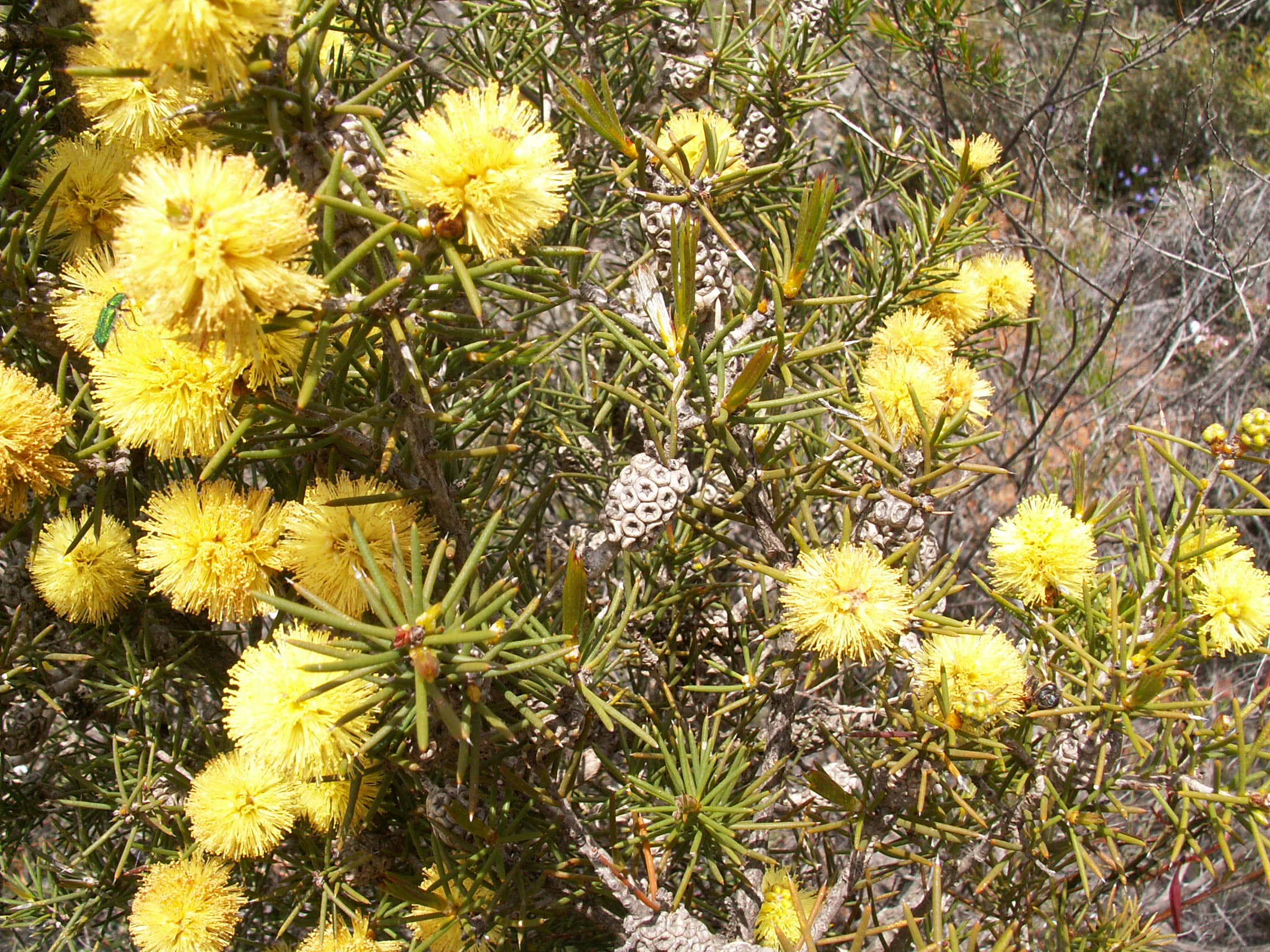
M. pungens se s užitkem využívá jako živý plot díky pichlavým listům
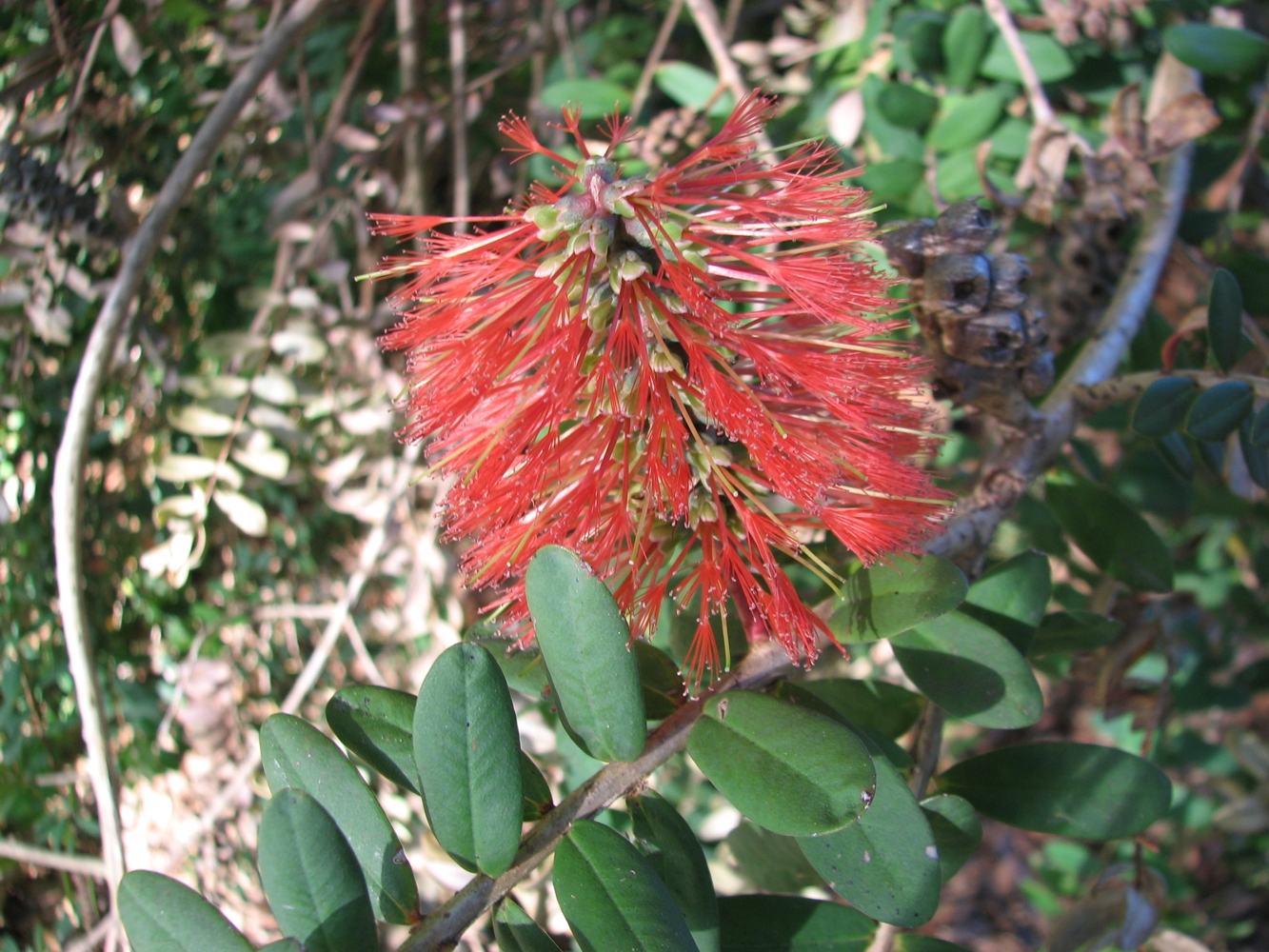
Široce kultivovaný M. hypericifolia ve státním parku Arthurs Seat
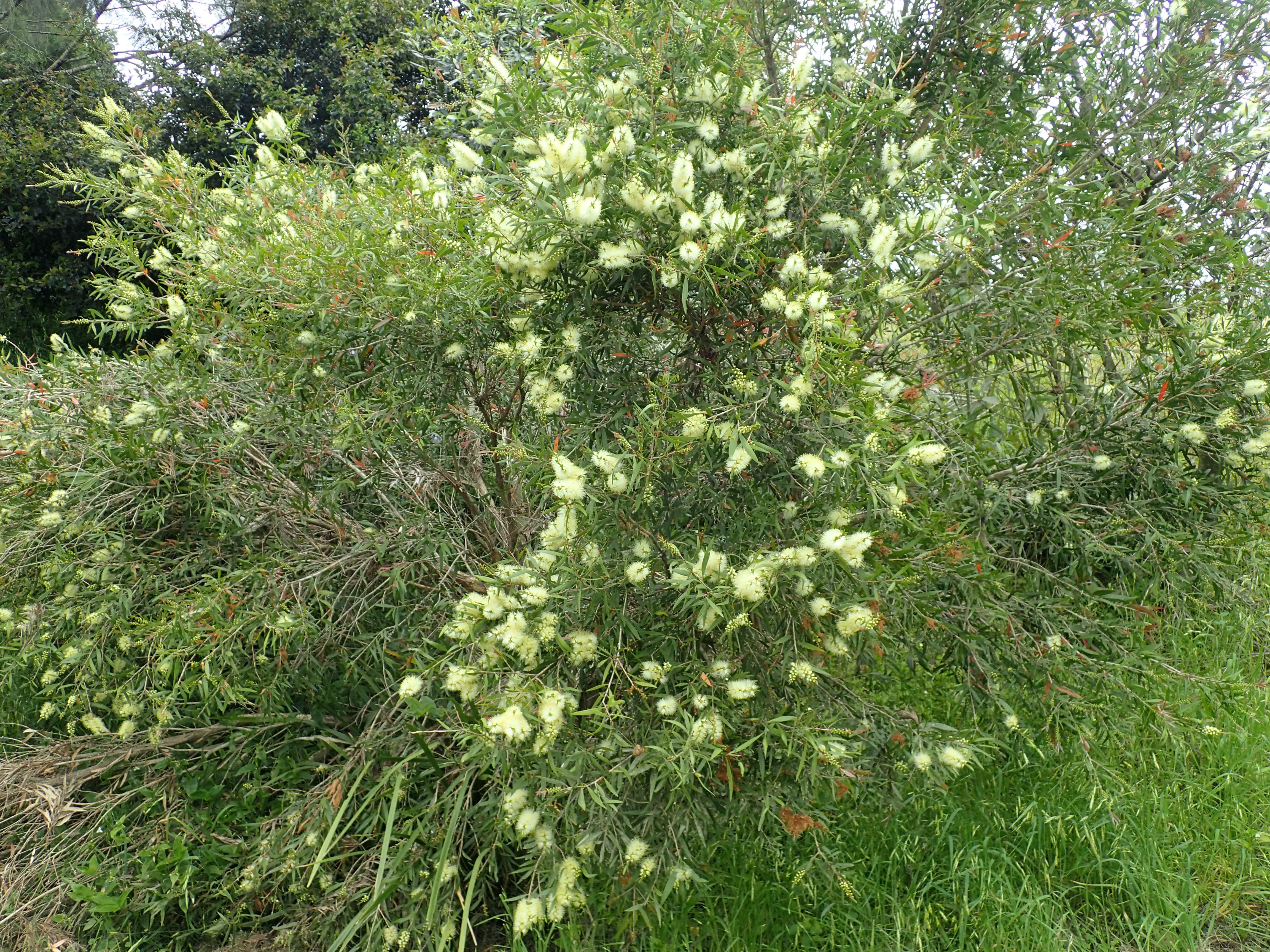
M. salicina – oblíbený zahradní keř
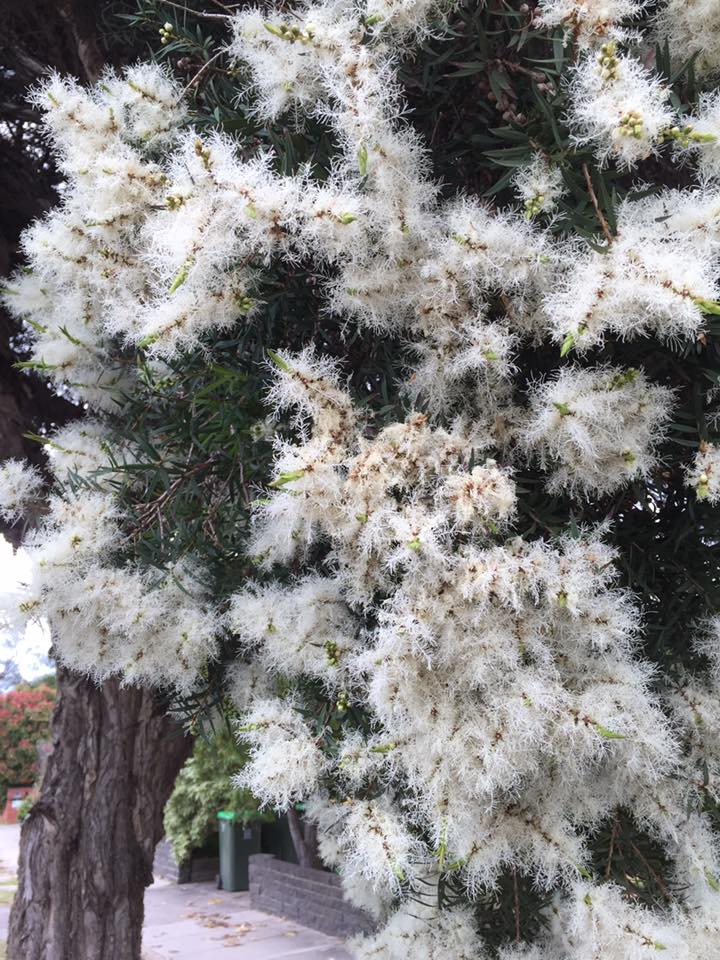
M. linariifolia